# Cyril Geffcken
Cyril Geffcken (* 7. Oktober 1980 in München) ist ein deutscher Schauspieler und Synchronsprecher. 
Neben einigen kleinen Nebenrollen ist er hauptsächlich durch seine Tätigkeit als Synchronsprecher in verschiedenen Serien und Filmen bekannt, darunter die Hauptrolle des Jean-Baptiste Grenouille in Das Parfum – Die Geschichte eines Mörders.

## Filmographie (Auswahl)

### Als Schauspieler
- 2000: Harte Jungs
- 2006: Chain Reaction

### Als Synchronsprecher
Quelle: Deutsche Synchronkartei
- 1984–1992: Danny Pintauro in Wer ist hier der Boss? (Fernsehserie) als Jonathan Bower (5.01–8.24)
- 1988–1997: Michael Fishman in Roseanne (Fernsehserie) als David Conner (3. Stimme)
- 1989–1992: Shigeru Chiba in Ranma 1/2 (Fernsehserie) als Sasuke Sarugakure
- 1992: Robert Hy Gorman in Forever Young als Felix
- 1994–1997: Samuel Johnson in Ocean Girl (Fernsehserie) als Robert „Rocky“ Rhodes
- 1999– : Verschiedene in One Piece als Möhre, DJ Kappa
- 2006: Ben Whishaw in Das Parfum – Die Geschichte eines Mörders als Jean–Baptiste Grenouille
- 2006–2011: Verschiedene in Friday Night Lights (Fernsehserie) als Anton, Charles White, Dallas Tinker
- 2007: Richard Macklin in Harry Potter und der Orden des Phönix als Malcolm
- 2010: Xavier Samuel in Eclipse – Biss zum Abendrot als Riley Biers
- 2011 : Pascale Chemin in Street Football (Fernsehserie) als Tarek "Tek" Zaim, Nordine "No" Zaim
- 2014 : Hiroaki Miura in Sailor Moon Crystal (Fernsehserie) als Endou